# Semiopyla triarmata
Semiopyla triarmata là một loài nhện trong họ Salticidae.
Loài này thuộc chi Semiopyla. Semiopyla triarmata được María Elena Galiano miêu tả năm 1985.